# Districtul Ouacif
Ouacif este un district din provincia Tizi Ouzou, Algeria.